# Пећина Апокалипсе
Пећини Апокалипсе је пећина на острву Патмос (Грчка), у којој је по предању Православне Цркве апостол Јован Богослов, примио и написао Откровење Јованово. Пећина се налази у близини манастира светог Јована Јеванђелисте, са којим је 1999. године уврштен међу споменике Светске баштине УНЕСКОа. 
Уграђен у пећину, храм има два дела: већи који је посвећен Светој Ани а мањи, који укључује пећину Апокалипсе са ниским стеновитим сводом. Пећина се налази испод нивоа пута, и има стрме степенице. 
Пећина је веома мале величине. На плафону пећине, постоје три веома уочљиве бразде, као последице „великог земљотреса“, описаног у Откривењу Јовановом (6:12).

## Галерија
- Улаз
- Унутрашњост